# ردینگن
ردینگن (به آلمانی: Reddingen) یک منطقهٔ مسکونی در آلمان است که در ویتسندورف واقع شده‌است. ردینگن ۱۰۰ نفر جمعیت دارد.